# 中华人民共和国印花税法
《中华人民共和国印花税法》是中华人民共和国为规范印花税税收而制定的法律，于2021年6月10日由十三届全国人大常委会第二十九次会议表决通过，自2022年7月1日起施行。 印花税法总体上维持现行中国税制框架不变，适当降低税率、简并税目、减轻税负，进一步明确征税范围，完善税收优惠规定等。

## 立法进程
1988年8月6日中国国务院公布了《中华人民共和国印花税暂行条例》。
2018年11月1日，国家财政部和国家税务总局起草《中华人民共和国印花税法（征求意见稿）》并向公众征求意见。
2021年1月4日，国务院总理李克强主持召开国务院常务会议，通过了《中华人民共和国印花税法（草案）》，并决定将草案提请全国人大常委会审议。
2021年6月10日，该法由十三届全国人大常委会第二十九次会议表决通过，并由国家主席习近平签署第八十九号主席令公布，该法自2022年7月1日起施行。1988年8月6日国务院公布的《中华人民共和国印花税暂行条例》将同时废止。